# Innenpolitik
Als Innenpolitik werden Beschlüsse, Gesetze, Programme und das tatsächliche Handeln eines Staates bezeichnet, die von einer Regierung für die landesinternen Angelegenheiten gelten. Sie gilt grundsätzlich als das Gegenteil der Außenpolitik, welches die politischen Tätigkeiten eines Staates gegenüber dem Ausland umfasst. Tatsächlich überlappen sich die Bereiche auch. So wird die Kriminalitätsbekämpfung zunehmend auch multinational koordiniert (zum Beispiel Interpol). Da der Begriff Innenpolitik verschiedene Bereiche umfassen kann, wird der Begriff der Innenpolitik international sehr verschieden gehandhabt. Traditionell können zur Innenpolitik im weiteren Sinn folgende Teilbereiche gezählt werden: Bildungspolitik, Energiepolitik, Gesundheitspolitik, innere Sicherheit, Steuerpolitik, Sozialpolitik, Rechte und Pflichten des einzelnen Bürgers etc.
- In Deutschland gehören zur Innenpolitik im engeren Sinn traditionell die Fragen der inneren Sicherheit, des Staatsangehörigkeitsrechts, des Ausländerrechts, des Wahlrechts, des Melderechts und des Personenstandsrechts. Das Innenressort hat auch die Auffangzuständigkeit für alle Fragen, die nicht klar einem anderen Ministerium zugeordnet sind. Die Innenpolitik ist auf Bundesebene für die Bundespolizei, das Bundeskriminalamt, das Bundesamt für Verfassungsschutz, die Bundesbeauftragte für den Datenschutz sowie zahlreiche weitere Behörden zuständig (siehe auch: Bundesministerium des Innern), ebenso für die Tarifverhandlungen im öffentlichen Dienst. Auf Länderebene verantworten die Innenministerien Polizei und den Landesverfassungsschutz.

- In der Schweiz wird die Innenpolitik durch das Eidgenössische Departement des Innern wahrgenommen. Ihm unterstehen verschiedene Bundesämter, die verantwortlich sind für die Alters- und Hinterlassenenversicherung, Forschung und Bildung, Kulturförderung, Familienpolitik, Gleichstellung von Frau und Mann, Gleichstellung von Menschen mit Behinderungen, Rassismusbekämpfung, Statistik, Archivierung und die Wetterprognosen.
- In angelsächsischen Staaten wie den Vereinigten Staaten von Amerika wird die Innenpolitik (engl. domestic policy) als umfassender Begriff aller politischen Tätigkeiten innerhalb eines Staates bezeichnet.